# Tepanacitla
Tepanacitla är en ort i Mexiko.   Den ligger i kommunen Huatlatlauca och delstaten Puebla, i den sydöstra delen av landet, 140 km sydost om huvudstaden Mexico City. Tepanacitla ligger 1 661 meter över havet och antalet invånare är 273.
Terrängen runt Tepanacitla är huvudsakligen kuperad, men den allra närmaste omgivningen är platt. Runt Tepanacitla är det ganska glesbefolkat, med 29 invånare per kvadratkilometer. Närmaste större samhälle är Atoyatempan, 15,9 km nordost om Tepanacitla. I omgivningarna runt Tepanacitla växer huvudsakligen savannskog.